# Tarascon-sur-Ariège
Tarascon-sur-Ariège település Franciaországban, Ariège megyében. Lakosainak száma 3060 fő (2022. január 1.). Tarascon-sur-Ariège Alliat, Arignac, Arnave, Bompas, Génat, Niaux, Quié, Rabat-les-Trois-Seigneurs, Surba és Ussat községekkel határos.

## Népesség
A település népessége az elmúlt években az alábbi módon változott:
| Lakosok száma | 3878 | 3916 | 3533 | 3489 | 3340 | 3231 | 3044 | 3024 | 3013 | 3060 |
|               | 1968 | 1982 | 1990 | 2006 | 2013 | 2015 | 2017 | 2019 | 2020 | 2022 |